# Trang viên ở Žiar nad Hronom
Trang viên ở Žiar nad Hronom (tiếng Slovakia: Kaštieľ v Žiari nad Hronom) hay còn gọi là Trang viên của Tòa Giám mục là một trang viên tọa lạc ở thành phố Žiar nad Hronom, vùng Banská Bystrica, Slovakia. Trang viên này được Tổng giám mục của Esztergom lúc bấy giờ là Peter Pazmáň xây dựng theo trường phái kiến trúc Cổ điển trên mảnh đất của một khu định cư kiên cố thời Trung cổ vào nửa đầu thế kỷ 17, cụ thể là vào năm 1631.  

## Lịch sử
Kể từ năm 1776, Tổng giáo phận Esztergom được chia thành ba giáo phận mới, bao gồm Giáo phận Công giáo La mã Banská Bystrica, Giáo phận Công giáo La mã Spiš và Giáo phận Công giáo La mã Rožňava. Sự thay đổi này bị ảnh hưởng bởi sắc lệnh ban bố ngày 15 tháng 1 năm 1776 của Maria Theresia.
Giám mục đầu tiên của Banská Bystrica là František Berchtoldt. Ông đã rời thành phố Banská Bystrica đến sống ở trang viên ở Svätý Kríž (nay là Žiar nad Hronom). Trang viên này là nơi ở chính của các giám mục trong hơn 150 năm. Theo lệnh của Vatican vào ngày 1 tháng 12 năm 1941, Giám mục Andrej Škrábik chuyển nhà ở của giám mục về Banská Bystrica.